# Rob Bell
Robert "Rob" Bell (n. 23 de Agosto de 1970), é um escritor e o Pastor fundador da Mars Hill Bible Church localizada em Grand Rapids, Michigan, nos Estados Unidos da América. Graduado no Wheaton College e no Seminário Teológico Fuller.
Ele também é o apresentardor da primeira série de pequenos filmes com perspectiva espiritual conhecido como NOOMA. Bell é casado com Kristen e tem dois filhos, hoje eles moram em Grand Rapids, Michigan.
Em 2011, foi incluído na lista das pessoas mais influentes do mundo, pela Revista Forbes.
Em novembro de 2012, em entrevista às páginas amarelas da Revista Veja, Rob Bell se posicionou de forma atípica em relação ao Cristianismo tradicional, ao defender a inexistência do inferno e a legalização da união homossexual.